# 壁磅
壁磅（[phya pɜŋ]）是緬甸伊洛瓦底省壁磅縣的首府，位在伊洛瓦底江支流壁磅河（Pyapon River），距安达曼海有15公里，距仰光有75公里。2021年時人口有65601人，是附近農業區的米集散地，也有一個柴油火力發電廠。